# 汛潮楔形蛤
汛潮楔形蛤（学名：Sunetta menstrualis），又名紫碟文蛤，是帘蛤目帘蛤科楔形蛤属的一种。

## 分佈
主要分布于越南、韩国、中国大陆、台湾、日本，常栖息在水深5－50米的沙质海底。